# The Tonight Show Starring Johnny Carson
The Tonight Show Starring Johnny Carson fue un programa de entrevistas estadounidense presentado por Johnny Carson bajo la franquicia Tonight Show desde el 1 de octubre de 1962 hasta el 22 de mayo de 1992.
En su primera década, The Tonight Show de Johnny Carson se grabó en 30 Rockefeller Plaza , Ciudad de Nueva York, con algunos episodios grabados en los estudios de la Costa Oeste de NBC-TV en Burbank, California; el 1 de mayo de 1972, el espectáculo se trasladó a Burbank como su sede principal y permaneció allí exclusivamente después de mayo de 1973 hasta el retiro de Carson.
En 2002, The Tonight Show Starring Johnny Carson obtuvo el lugar número 12 en la lista de 50 mejores programas de televisión de todos los tiempos , y en 2013 obtuvo el lugar número 22 en su lista de 60 Mejores Series.

## Formato
El programa Tonight Show de Johnny Carson estableció el formato moderno del programa de entrevistas nocturno: un monólogo salpicado de una serie de 16 a 22 chistes de una línea (Carson tenía una regla de no más de tres sobre el mismo tema) fue seguido por un sketch de comedia , luego pasó a entrevistas invitadas y actuaciones de músicos y comediantes .  Durante los primeros años del mandato de Carson, entre sus invitados se encontraban políticos como el ex vicepresidente de los Estados Unidos (y futuro presidente de los Estados Unidos) Richard M. Nixon , el exfiscal general de los Estados Unidos Robert F. Kennedy y el vicepresidente Hubert Humphrey , pero para 1970, Carson principalmente entrevistaron como invitados a personas que tenían un libro, una película, un programa de televisión o un espectáculo para promocionar.  Otros invitados habituales fueron seleccionados por su valor de entretenimiento o información, en contraste con aquellos que ofrecieron una conversación más cerebral;  Carson se negó a hablar de política en The Tonight Show por temor a que pudiera distraer a su audiencia.
La preferencia de Carson por el acceso a las estrellas de Hollywood provocó el traslado del espectáculo a la costa oeste el 1 de mayo de 1972.  Cuando se les preguntó acerca de la conversación intelectual sobre The Tonight Show , Carson y su equipo invariablemente citaron a " Carl Sagan , Paul Ehrlich , Margaret Mead , Gore Vidal , Shana Alexander , Madalyn Murray O'Hair " como invitados;  un crítico de televisión dijo, sin embargo, "él siempre los presentaba como si fueran espinacas para su dieta cuando [presentaba dichos nombres]".
El terapeuta familiar Carlfred Broderick apareció en el programa diez veces, y la psicóloga Joyce Brothers fue una de las invitadas más frecuentes de Carson.  Carson, en general, no presentó actos de comedia (Carson no era reacio a usar la comedia propia); tales actos, con Gallagher siendo un ejemplo prominente, aparecieron más comúnmente cuando los Anfitriónes invitados dirigieron el programa.
Carson casi nunca socializaba con los invitados antes o después del espectáculo; El entrevistado frecuente Orson Welles recordó que los empleados de Tonight Show se sorprendieron cuando Carson visitó el camerino de Welles para saludar antes de un espectáculo.  A diferencia de sus contrapartes comunes, Merv Griffin , Mike Douglas y Dick Cavett , Carson fue un anfitrión comparativamente "genial" que solo se echó a reír cuando estaba realmente pasándolo bien y abruptamente cortaba a los entrevistados monótonos o vergonzosamente ineptosos. Mort Sahl recordó: "El productor se agacha justo fuera de cámara y sostiene una tarjeta que dice: 'Ir a un comercial'.  Así que Carson va a un comercial y todo el equipo se apresura a su escritorio para discutir qué fue lo que salió mal, como una parada en Le Mans ".  El actor Robert Blake comparó una vez que Carson lo entrevistó con "enfrentar al escuadrón de la muerte" o "Broadway la noche de apertura".  Sin embargo, el valor publicitario de aparecer en The Tonight Show fue tan grande que la mayoría de los invitados estaban dispuestos a exponerse al riesgo.

## Habituales del show

### Ed McMahon
El locutor del programa y el compañero de Carson fue Ed McMahon, quien desde el primer programa presentaría a Carson con un "Heeeeeeeeere's Johnny!" ("¡Aquí está Johnny!"), para lo cual McMahon se inspiró en la forma enfática de presentar las noticias del reportero Robert Pierpoint del programa Monitor de la NBC Radio Network. El eslogan se escuchó todas las noches durante 30 años, y se ubicó en el primer puesto de la encuesta de TV Land de las frases y citas de TV de Estados Unidos en 2006; se ha hecho referencia en todos los medios que van desde The Shining a Johnny Bravo a un corte de álbum "Weird Al" Yankovic; Incluso se usó para el personaje Johnny Cage en la serie de videojuegos Mortal Kombat. 
McMahon, quien tuvo el mismo papel en el programa de juegos ABC de Carson, Who Do You Trust? durante cinco años, permanecería de pie a un lado mientras Carson hacía su monólogo, riéndose (a veces de manera obsequiosa) de sus bromas, y luego se unía a él en la silla de invitados cuando Carson se movía a su escritorio.  Los dos solían interactuar en un spot cómico por un corto tiempo antes de que se presentara el primer invitado. 
McMahon declaró en un perfil de Carson en The New Yorker en 1978 que "el Tonight Show es mi dieta básica, mi carne y mis patatas; soy lo suficientemente realista como para saber que todo lo demás se debe a eso".  Después de un incidente de 1965 en el que arruinó la broma de Carson en el aire, McMahon tuvo cuidado de, como dijo, "nunca ir a donde va [Carson]".  Escribió en su autobiografía de 1998: 

"Mi papel en el programa nunca fue estrictamente definido. Hice lo que tenía que hacerse cuando tenía que hacerse. Estaba allí cuando él me necesitaba, y cuando no lo hizo, me moví hacia el sofá y me quedé callado. ... Hice el calentamiento del público, realicé anuncios publicitarios, durante un breve período de tiempo co-presenté los primeros quince minutos del espectáculo ... y actué en muchos sketches. En nuestro programa del decimotercer aniversario, Johnny y yo estábamos hablando en su escritorio y dijo: "Trece años es mucho tiempo". Se detuvo el tiempo suficiente para que reconociera mi señal, así que le pregunté: "¿Cuánto tiempo es?" "Es por eso que estás aquí", dijo, probablemente resumiendo mi rol principal en el programa a la perfección ... tuve que apoyarlo, tuve que ayudarlo a llegar a punch line, pero mientras lo hacía Tenía que hacer que pareciera que no estaba haciendo nada. Cuanto mejor lo hice, menos parecía como si lo estuviera haciendo ... Si iba a jugar second fiddle, quería ser el Heifetz de second violinistas ... Lo más difícil para mí de aprender a hacer fue sentarme allí con la boca cerrada. Muchas noches escucharía a Johnny y en mi mente alcanzaría el mismo ad lib justo cuando él lo decía. Tendría que morderme la lengua para no decirlo en voz alta. Tenía que asegurarme de no ser demasiado gracioso, aunque los críticos que vieron algunas de mis otras actuaciones dirán que no debería haberme preocupado. Si me reía demasiado, no estaba haciendo mi trabajo; mi trabajo era ser parte de un equipo que generó las risas."

### Líderes de la banda y otros
The Tonight Show tuvo una gran banda en vivo durante casi toda su existencia.  La Orquesta de la NBC durante el reinado de Carson fue dirigida originalmente por Skitch Henderson (quien anteriormente había dirigido la banda durante Tonight Starring Steve Allen]), seguida brevemente por Milton DeLugg .  Comenzando en 1967 y continuando hasta que Jay Leno se hizo cargo, la banda fue dirigida por Doc Severinsen , con Tommy Newsom reemplazándolo cuando estaba ausente o reemplazando a McMahon como el anunciador (esto usualmente sucede cuando un anfitrión invitado reemplazaba a Carson que generalmente se le daba a McMahon la noche libre también.  La música del tema instrumental del programa, " Johnny's Theme ", fue una reorganización de la composición de Paul Anka "Toot Sweet", que Anka y Annette Funicello grabaron por separado, con letras, como "It's Really Love".  Durante los shows en los que Newsom completó para Severinsen, la banda tocó una versión ligeramente truncada del tema que pasó del puente a la frase final sin repetir las primeras notas de la melodía principal.  La Orquesta de la NBC fue la última orquesta de estudio interna en actuar en la televisión estadounidense. 
Detrás de escena, el director de cine / productor Fred de Cordova se unió a The Tonight Show en 1970 como productor, graduándose de productor ejecutivo en 1984.  A diferencia de muchas personas de su posición, de Cordova a menudo aparecía en el programa, bromeando con Carson desde su silla fuera de la cámara (aunque ocasionalmente una cámara apuntaba en su dirección).

## Segmentos y parodias recurrentes

### Caracteres
- Carnac el Magnífico , en el que Carson interpretó a un psíquico que adivinó con claridad la respuesta a una pregunta contenida en un sobre sellado.  Esto fue, hasta cierto punto, una variación del bosquejo recurrente de "El hombre de las preguntas" de Steve Allen .  La respuesta fue siempre un juego de palabras indignante.  Ejemplos de "Carnac": 
  - " Debate "..."¿Qué usas para atrapar peces?"
  - " Baja "..."¿Qué sonido hace una oveja cuando se ríe?"
  - " Ben-Gay "..."¿Por qué no la señora Franklin tiene hijos? "
  - " Una barra de pan, una jarra de vino, y tú "... "Nombra tres cosas que tienen levadura".
  - " Tres noches de perro "...."¿Qué es una mala noche para un árbol?"
  - " Monte Baldy "...."¿Qué hizo la esposa de Yul Brynner en su noche de bodas?"
  - " Sis boom bah "..."Describe el sonido que se hace cuando una oveja explota ".  (El favorito de Ed McMahon)[15]

Si la risa se quedaba corta cuando una línea er bombardeada (como lo hacía a menudo), "Carnac" se enfrentaría a la audiencia con seriedad burlona y otorgaría una maldición cómica: "¡Que un yak enfermo se haga amigo de tu hermana!" o "¡Que un hombre santo rabioso bendiga sus regiones inferiores con una herramienta de poder!"
- " Floyd R. Turbo " , un joven enloquecido que responde a un editorial de un canal de televisión.  Floyd siempre habló de manera entrecortada, como si leyera de las tarjetas de referencia, y criticara un tema de interés periodístico, como el Día de los Secretarios: "Esto plantea la pregunta: ¡bese mi dictáfono!"
- "Art Fern" , el presentador de un programa de "Tea Time Movie", que anunciaba productos inanes, con la asistencia de la atractiva Matinee Lady, interpretada por Paula Prentiss (finales de la década de 1960), Carol Wayne (la más conocida Matinee Lady, 1971 –81, 1984), Danuta Wesley (1982) y Teresa Ganzel (1984–92).  Las películas falsas que Art presentaría usualmente tenían modelos eclécticos ("Ben Blue, Red Buttons, Jesse White y Karen Black") y títulos sin sentido ("Rin-Tin-Tin Gets Fixed Fixed Fixed").  A esto le seguiría un clip de película de cuatro segundos antes de regresar para otro comercial, generalmente atrapando a Art y a Matinee Lady en una posición muy comprometida.  Al dar instrucciones a una tienda falsa que estaba promocionando, Fern mostraba una hoja de ruta con forma de espagueti, a veces con un "tenedor en el camino" literal, otras haciendo el chiste, "Ve al corte de Slauson ..." , y la audiencia recitaba con él, "... ¡corta tu Slauson!"  El personaje fue nombrado anteriormente "Honesto Bernie Schlock" y luego "Ralph Willie" cuando los bocetos de Tea Time se emitieron por primera vez a mediados de finales de la década de 1960.  Al menos un boceto de Fern Art que se originó en Nueva York, que se originó en Nueva York, tuvo su título de programa de películas como "The Big Flick", una amalgama de dos títulos de programas de películas en uso en ese momento por la estación de televisión de Nueva York, WOR-TV , The Big Preview. y la película .  En ese bosquejo, Lee Meredith era la Dama Matinaria.  Carson Comedy Classics presenta un episodio en el que Juliet Prowse interpreta el papel de Matinee Lady, desde el 20 de agosto de 1971.
- "Tía Blabby" , una anciana cuya apariencia y patrón de habla tenían más de un parecido con el personaje del comediante Jonathan Winters "Maude Frickert".  Un tema frecuente sería que McMahon mencionara una palabra o frase que sugiriera la muerte, como en "¿Qué atracciones turísticas visitó?", A lo que la tía Blabby respondería: "¡Nunca diga qué visitó a una persona mayor!"
- "El mouldo" , mentalista misterioso.  Él anunciaría alguna hazaña de mente sobre materia y siempre fallaría, aunque gritando triunfalmente "¡El Mouldo lo ha vuelto a hacer!"  Ed McMahon tomaría una excepción, notando el fracaso de El Mouldo.  "¿He fallado antes?" preguntó El Mouldo.  "¡Sí!", Respondió McMahon, a lo que El Mouldo dijo: "¡Bien, lo he vuelto a hacer!"  El Mouldo fue en gran parte una continuación del personaje mentalista de Carson Dillinger, que había interpretado en The Johnny Carson Show en 1955 en CBS-TV ; Dillinger fue una parodia obvia de Dunninger , que dio lugar a quejas y amenazas de demandas contra Carson y CBS.
- "David Howitzer , Consumer Supporter" , una sátira apenas velada del reportero de consumo David Horowitz .  Los segmentos de Howitzer (en un raro ejemplo de comedia de utilería para el programa) generalmente presentaban supuestos bienes de consumo falsificados (generalmente refuerzos) que las compañías sin escrúpulos de pedidos por correo habían enviado a sus desprevenidos espectadores (por ejemplo, una mujer que gastó miles de dólares en una alfombra oriental en cambio recibió un toupee barato hecho en Taiwán).
- " Ronald Reagan ".  Durante el mandato del presidente Reagan en el cargo, Carson desarrolló una suplantación del presidente que se presentó regularmente en el segmento de jugadores de arte Mighty Carson.[16]  Carson también hizo una imitación menos memorable de Jimmy Carter durante su mandato como presidente.

### Bits
- "Stump the Band" , donde los miembros de la audiencia del estudio le piden a la banda que intente tocar canciones escondida solo con el título.  A diferencia de cuando esta rutina se realizó durante los años de Jack Paar con la banda de Jose Melis , la banda de Doc casi nunca supo la canción, pero eso no les impidió inventar una en el acto.  Ejemplo:

Solicitud del invitado: My Dead Dog Rover
Doc Severinsen, cantando: "Mi perro muerto, Rover, yacía bajo el sol / y se quedó allí todo el verano / ¡hasta que terminó!"
David Letterman revivió esta parte más tarde, junto con la Orquesta de CBS en su Late Show .
- "The Mighty Carson Art Players" [16] (dependiendo del punto de vista, el nombre fue un obvio tributo o estafa a los jugadores de Mighty Allen Art Players de la leyenda de la radio Fred Allen ).  Si bien el programa de Carson era principalmente un programa de entrevistas, con actuaciones de los invitados, Carson y un grupo de artistas bursátiles presentaban periódicamente parodias que falseaban noticias, películas, programas de televisión, comerciales y eventos pasados.  Una aparición de los Mighty Carson Art Players generalmente se anunciaría junto con los invitados de esa noche durante la presentación de McMahon's.

Ejemplo: Johnny, vestido de médico, comienza a hablar sobre un tema íntimo (como en el anuncio real) y luego recibe un pastel de crema desde varias direcciones a la vez.
- "The Edge of Wetness" , en el que Johnny leía los resúmenes cómicos de una telenovela ficticia (como The Edge of Night ), mientras que la cámara elegía al azar a un miembro de la audiencia confiado a quien Carson decía que era, por ejemplo, el mayordomo del jabón. .
- " Titulares " , desarrollado por Jay Leno , y visto solo durante las noches en que fue invitado a partir de 1986, presentó historias cómicas y errores tipográficos de recortes de periódicos.  Esto continuó cuando Leno se convirtió en anfitrión permanente en 1992.
- "¿Como estuvo?" , una llamada y respuesta recurrente durante los monólogos de Carson.  Carson preparó la broma con un comentario pasajero sobre, por ejemplo, el clima con la frase "Hacía tanto calor ..." lo que provocó que la audiencia respondiera "¿CUÁN CALIENTE HABÍA?"  Carson luego seguiría con varias líneas de golpe (por ejemplo,  "Escuché a Burger King cantando: '¡ Si quieres que se abra camino , cocina tú mismo!'"  ).  Carson ocasionalmente desperdiciaba al público con un anti-chiste (como "valió la pena el viaje, ¿no?"  ).

## Historial de programación

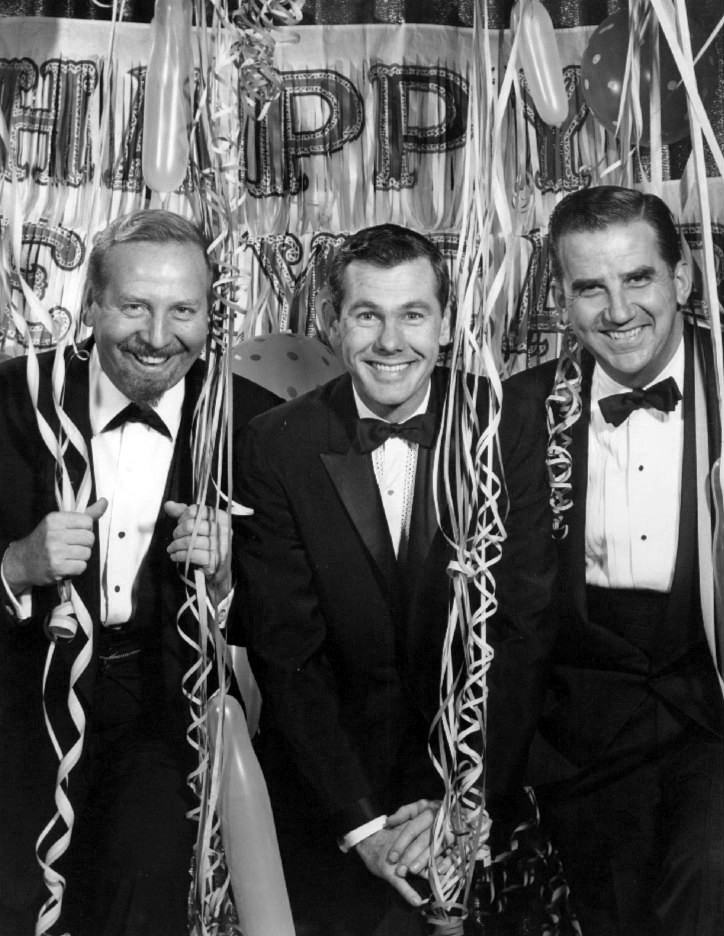
El primer Tonight Show de Carson en la víspera de Año Nuevo, 1962; mostrado con Skitch Henderson y Ed McMahon

- 1 de octubre de 1962 - 30 de diciembre de 1966: de lunes a viernes, 11:15 p. m. – 1: 00 a. m.

La última aparición de Jack Paar fue el 29 de marzo de 1962, y debido a los contratos anteriores de Carson, Carson no se hizo cargo hasta el 1 de octubre.  Sus primeros invitados fueron Rudy Vallée , Tony Bennett , Mel Brooks y Joan Crawford.  Carson heredó de Paar un espectáculo que duró 1 3/4 horas (105 minutos).  El programa transmitió dos aperturas, una a partir de las 11:15. p. m. e incluyendo el monólogo, el otro que incluyó a los invitados y re-anunció al anfitrión, comenzando a las 11:30.  Las dos aperturas dieron a los afiliados la opción de seleccionar un noticiero local de quince o treinta minutos antes de Carson.  Desde 1959, el programa había sido grabado en video antes del día de transmisión. 
A medida que más afiliados introdujeron treinta minutos de noticias locales, el monólogo de Carson estaba siendo visto por menos personas. Para rectificar esta situación, Ed McMahon y Skitch Henderson fueron los presentadores de los primeros quince minutos del espectáculo entre febrero de 1965 y diciembre de 1966 sin Carson, quien se hizo cargo a las 11:30.  Finalmente, debido a que quería que el show comenzara cuando se epezaba, a principios de enero de 1967, Carson insistió en que se eliminara el segmento de las 11:15 (que, según él, en un monólogo en ese momento "nadie lo veía, excepto las Fuerzas Armadas. y cuatro nativos americanos en Gallup, Nuevo México "). 
- Enero de 1965 - septiembre de 1966: sábado o domingo 11: 15–1: 00 a. m. (repeticiones, inicialmente anunciadas como The Saturday Tonight Show)
- Septiembre de 1966 - septiembre de 1975: sábado o domingo 11: 30–1: 00 a. m. (repeticiones, ahora identificadas como The Saturday / Sunday Tonight Show; The Weekend Tonight Show de 1973)
- 2 de enero de 1967 - 12 de septiembre de 1980: lunes a viernes 11:30 p. m. – 1: 00 a. m.

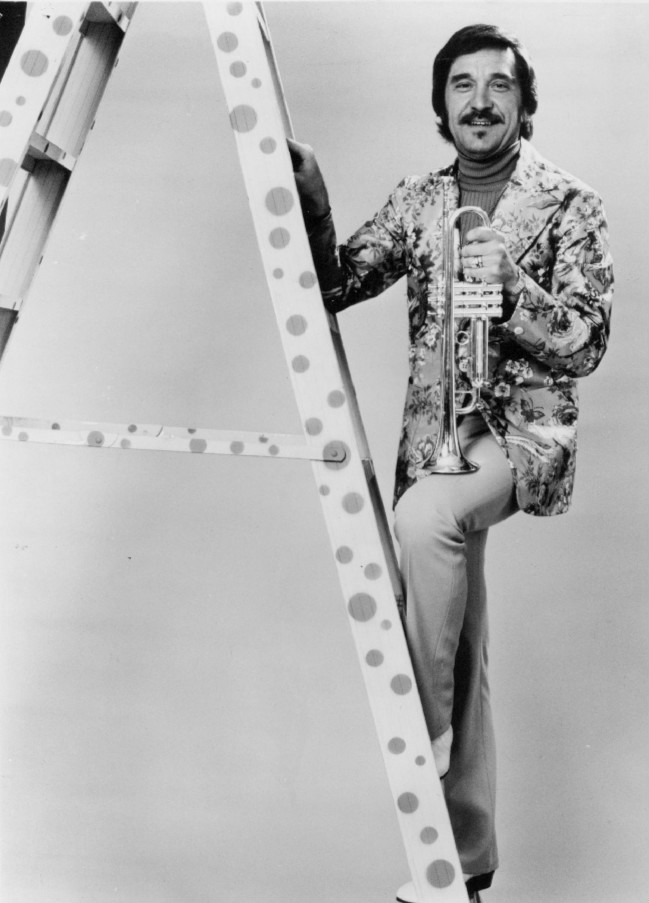
Doc Severinsen, líder de The NBC Orchestra, conocido por sus trajes llamativos

A mediados de la década de 1970, Tonight fue el programa más rentable de la televisión, con ganancias para NBC de 50-60 millones de dólares (190-230 millones de dólares con la inflación de 2018) cada año.  Carson influyó en la programación de las repeticiones (que normalmente se emitían bajo el título The Best of Carson) a mediados de la década de 1970 y, en 1980, la duración de la emisión de cada noche, al amenazar a NBC con, en el primer caso, pasar a otra cadena, y en esta última, retirándose por completo. 
Para trabajar menos días cada semana, Carson comenzó a solicitar a los ejecutivos de la cadena en 1974 que se suspendieran los fines de semana, a favor de mostrarlos una o más noches durante la semana.  En respuesta a sus demandas, NBC creó una nueva serie de comedia / variedad para alimentar a los afiliados los sábados por la noche debutando en octubre de 1975, Saturday Night Live.
En 1980, Carson renovó su contrato con la estipulación de que el programa perdería su última media hora. En el último espectáculo de 90 minutos (12 de septiembre de 1980), Carson explicó que al ir a una hora, el espectáculo se sentiría más acelerado y tendría una mayor selección de invitados. 
Durante un año, el programa de entrevistas existente de Tom Snyder, Tomorrow , se amplió a 90 minutos y se vio obligado a cambiar su formato, agregando a la periodista de chismes Rona Barrett como copresentadora y tomando el nombre de Tomorrow Coast to Coast.  Esto duró un año y medio más tarde, ya que Snyder había renunciado y Tomorrow Coast to Coast había sido cancelado.  Carson recibió autoridad para llenar el espacio de tiempo vacante y lo usó para crear Late Night with David Letterman (1982–1993).  Hoy en día, The Tonight Show tiene una hora de duración y sigue siendo Late Night , actualmente bajo el título Late Night with Seth Meyers (2014-). 
- 15 de septiembre de 1980 - 30 de agosto de 1991: lunes a viernes 11:30 p. m. – 12: 30 a. m.
- 2 de septiembre de 1991 - 22 de mayo de 1992: de lunes a viernes 11:35 p. m. – 12: 35 a. m.[19]

La hora de inicio del programa se retrasó cinco minutos para permitir que las afiliadas de NBC incluyeran más comerciales durante sus noticieros locales. 
En un elogio en pantalla a Carson en 2005, David Letterman dijo que cada presentador de un programa de entrevistas le debe su sustento a Johnny Carson durante su presentación de Tonight Show.

### Batalla por contrato (1979-1980)
En 1979, cuando Fred Silverman era el director de la NBC, Carson llevó a la cadena a los tribunales, alegando que había sido agente libre desde abril de ese año porque su contrato más reciente había sido firmado en 1972. Carson citó una restricción de la ley de California donde se prohibían ciertos contratos que duran más de siete años. La NBC afirmó que había firmado tres acuerdos desde entonces y que Carson estaba vinculado a la cadena hasta abril de 1981. Mientras que el caso se resolvió fuera de los tribunales, la fricción entre Carson y la cadena se mantuvo y Carson fue cortejado activamente por la cadena rival ABC, que estaba dispuesta a duplicar el salario de Carson y ofrecerle un horario de trabajo más ligero y la propiedad del espectáculo.
NBC, a su vez, estaba listo para ofrecer The Tonight Show al anfitrión invitado más frecuente de Carson en ese momento, Richard Dawson. Finalmente, Carson llegó a un acuerdo que cobraba 25 millones de dólares al año al tiempo que reducía su carga de trabajo de 90 a 60 minutos, con nuevos programas que se emitían solo tres noches a la semana, 37 semanas al año (un presentador invitado aparecería los lunes por la noche y durante la mayor parte de la semana). Las 15 semanas de vacaciones de Carson y las repeticiones de "Lo mejor de Carson" se emitirían los martes) y también le otorgarán la propiedad del espectáculo, así como de su catálogo posterior, y de la franja horaria posterior al Tonight Show que se convirtió en Late Night con David Letterman producido por Carson Productions. En septiembre de 1980, la compañía de producción homónima de Carson ganó la propiedad del espectáculo. después de poseerlo desde 1969 hasta principios de los años setenta. 

### Archivos de cinta

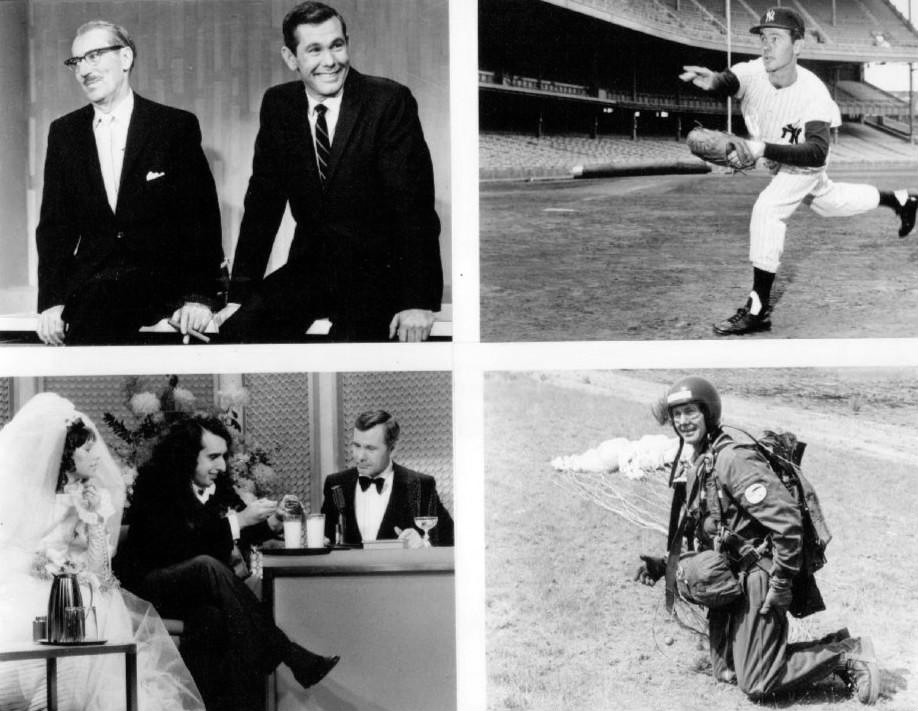
Algunos momentos memorables. Arriba a la izquierda: primer espectáculo de Carson con Groucho, 1962. Arriba a la derecha: Carson practica el pitcheo en el Yankee Stadium, 1962. Abajo a la izquierda: la boda de Tiny Tim, 1969. Abajo a la derecha: Carson hace una demostración de paracaidismo, 1968.

Se sabe que solo existen 33 episodios completos de Tonight Show que se emitieron originalmente antes del 1 de mayo de 1972.  Todos los demás espectáculos durante este período, incluido el debut de Carson como presentador, ahora se consideran perdidos.  Siguiendo el procedimiento estándar para la mayoría de las compañías de producción de televisión de esa época, NBC reutilizó los videos de The Tonight Show para grabar otros programas. El propio Carson alentó el borrado de sus archivos, una vez que insinuaron con humor que la NBC debería "hacer selecciones de guitarra" y no creían que tuvieran ningún valor.  Se rumoreaba que muchos otros episodios se perdieron en un incendio, pero la NBC lo ha negado. Otro material sobreviviente de la época se ha encontrado en los cinescopios que se encuentran en los archivos del Servicio de Radio y Televisión de las Fuerzas Armadas, o en las colecciones personales de los invitados del programa, mientras que algunos momentos como la boda de Tiny Tim, se conservaron.  El meteorólogo de Nueva York, el Dr. Frank Field, un invitado ocasional durante los años en que fue meteorólogo de WNBC-TV, mostró varios videos de sus apariciones con Carson en una retrospectiva de la carrera de 2002 en WWOR-TV; Field había mantenido los clips en sus propios archivos personales. También hay dos apariciones de Judy Garland en 1968 que aún sobreviven. 
El archivo del programa está virtualmente completo desde 1973 hasta 1992.  El New York Post informó en mayo de 2011 que 250 de los monólogos y sketchs de Carson que abarcan un período de 20 años se encuentran en el sitio web de Memory Lane. Carson Productions también ha puesto clips disponibles en YouTube y Antenna TV.
Aunque no se sabe que ninguna de las imágenes de la primera emisión de Carson sea la presentación de The Tonight Show el 1 de octubre de 1962, las fotografías tomadas esa noche sobreviven, incluso cuando Carson fue presentado por Groucho Marx, al igual que una grabación de audio de la introducción de Marx y el primer monólogo de Carson.  Uno de sus primeros chistes al comenzar el programa (después de recibir algunas palabras de aliento de Marx, uno de los cuales fue: "¡No vayas a Hollywood!") Fue pretender entrar en pánico y decir: "¡Quiero mi nana!"  (Esta grabación fue reproducida al inicio de la transmisión final de Carson el 22 de mayo de 1992). La grabación de video más antigua que sobrevive del programa data de noviembre de 1962, mientras que la grabación de color más antigua que sobrevive es de abril de 1964, cuando Carson entrevistó a Jake Ehrlich como su invitado.
Las grabaciones de audio de 30 minutos de muchos de los episodios "faltantes" se encuentran en la Biblioteca del Congreso en la colección de Radio de las Fuerzas Armadas.  Muchos episodios de la década de 1970 han sido autorizados a distribuidores que anuncian ofertas de pedidos por correo en la televisión nocturna. Los últimos shows que existen en su totalidad fueron almacenados por Carson en una mina de sal subterránea a prueba de bombas en las afueras de Hutchinson, Kansas.

### Retransmisiones
Una gran cantidad de material de las dos primeras décadas de Carson de The Tonight Show (1962–1982), gran parte de la cual no se había visto desde que se emitió por primera vez, apareció en un programa de media hora de "clip / compilación" conocido como Carson Comedy Classics que se emitió en 1983.  Los clips de audio del programa se presentaron todas las noches en WHO-AM en Des Moines, Iowa, a mediados de la década de 2000.  En 2014, Turner Classic Movies comenzaría a retransmitir entrevistas selectas del programa para una nueva serie llamada "Carson on TCM" presentada por Conan O'Brien , quien fue anfitrión de The Tonight Show brevemente entre 2009 y 2010.
La cadena de multidifusión digital Antenna TV adquirió los derechos de repetición de episodios completos de la serie en agosto de 2015.  A diferencia de los programas de clips anteriores, las transmisiones de Antenna TV incluyen transmisiones completas tal como se vieron originalmente, y las únicas ediciones fueron la eliminación del nombre de The Tonight Show, con el nombre simplemente como Johnny Carson (a partir de enero de 2018, las transmisiones se transmiten frente a la edición actual de The Tonight Show en gran parte de los Estados Unidos, y NBC todavía posee la marca registrada con ese nombre), y con los parachoques, la música sin llamar y el tema final siendo reemplazado por pistas de música genéricas de la biblioteca de música de producción Warner / Chappell.
La mayoría de los segmentos de invitados musicales también se eliminan.  Antena TV comenzó a transmitir el programa los siete días de la semana a partir del 1 de enero de 2016.  Actualmente, los episodios de sesenta minutos (de septiembre de 1980 a mayo de 1992) se transmiten de lunes a viernes por la noche, y episodios de noventa minutos (de 1972 al 12 de septiembre de 1980) los sábados y domingos por la noche.

## Anfitriones invitados
Jack Paar a menudo le había pedido a Carson que fuera el presentador invitado de Tonight en sus primeros años y repetidamente afirmó que había sido responsable de la selección de Carson por parte de la NBC en 1962 como su reemplazo.  Steve Allen también utilizó Anfitriónes invitados, incluidos Carson y Ernie Kovacs, especialmente después de que comenzó a presentar The Steve Allen Show en horario de máxima audiencia en 1956 y necesitaba reducir su carga de trabajo en Tonight.  
The Tonight Show Starring Johnny Carson tuvo anfitriones invitados durante semanas enteras durante las vacaciones de Carson y otras noches que él no iba.  Muchos Anfitriónes invitados ya eran grandes nombres por derecho propio, entre ellos Frank Sinatra , Burt Reynolds y Don Rickles.  La siguiente es una lista de los que fueron invitados por lo menos cincuenta veces durante los primeros 21 años de la serie: 
- Joey Bishop (177 veces,[37] principalmente en la década de 1960)
- Joan Rivers (93,[37] durante los años 70 y 80[38] )
- John Davidson (87)[37]
- Bob Newhart (87)[37]
- David Brenner (70)[37]
- McLean Stevenson (58)[37]
- Jerry Lewis (52,[37] principalmente en la década de 1960)
- David Letterman (51, principalmente entre 1980 y 1981)[37]

Sammy Davis Jr. fue anfitrión invitado en abril de 1965, convirtiéndose en el primer afroamericano en presentar un programa de entrevistas. Harry Belafonte fue anfitrión durante una semana en febrero de 1968, y entre sus invitados se encontraban Robert F. Kennedy y Martin Luther King, Jr., meses antes de que fueran asesinados. El 2 de abril de 1979, Kermit the Frog fue el anfitrión invitado.   Además, muchos otros Muppets aparecieron para parodias y segmentos regulares: Frank Oz expresó a Fozzie Bear y Animal, mientras que Jerry Nelson interpretó a Uncle Deadly, un Muppet inspirado en Vincent Price durante un segmento con él. 
El contrato de Carson, que entró en vigencia en 1981, redujo su horario de trabajo a tres noches a la semana, 37 semanas al año. Las repeticiones de "Lo mejor de Carson" se transmitieron los martes en las semanas en que Carson presentaba nuevos espectáculos. Los shows de la noche del lunes y durante la mayor parte de las 15 semanas que Carson estuvo fuera fueron organizados por los anfitriones invitados.  Debido a la frecuente necesidad de sustitutos, a partir de 1983 se contrataron anfitriones invitados permanentes para dar mayor estabilidad al programa. Los anfitriones invitados permanentes fueron Joan Rivers (1983–86),  después de aproximadamente un año en el que se utilizó una amplia gama de anfitriones invitados, Garry Shandling alternó con Jay Leno (1987–88) y finalmente Leno solo (1988– 92) después de que Shandling se fue para centrarse en su serie de Showtime, It's Garry Shandling's Show.  Aunque el concepto de utilizar anfitriones invitados "permanentes" se respetó estrictamente, en ocasiones la enfermedad o alguna otra situación requirieron un anfitrión huésped sustituto, como cuando David Brenner reemplazó a Joan Rivers el 31 de octubre y el 1 de noviembre de 1985, cuando el esposo de Rivers fue brevemente hospitalizado. 

### Joan Rivers
En septiembre de 1983, Joan Rivers fue designada anfitriona permanente de Carson, un papel que había estado desempeñando esencialmente durante el año anterior.  En 1986, dejó el programa para su propio programa en la entonces nueva Cadena Fox.  Según Carson, Rivers nunca le informó personalmente de la existencia de su programa. Rivers, por otro lado, discrepaba.  Sin embargo, el nuevo show de Rivers fue cancelado rápidamente, y nunca más apareció en The Tonight Show con Carson. Tampoco apareció en The Tonight Show con Jay Leno, una prohibición instigada por Leno por respeto a Carson.
Ella tampoco apareció durante los siete meses que duró Conan O'Brien. Después de la muerte de Carson en 2005, Rivers le dijo a CNN que Carson nunca la perdonó por irse y nunca volvió a hablarle, incluso después de que ella le escribiera una nota después de la muerte accidental del hijo de Carson, Ricky, en junio de 1991.  El 17 de febrero de 2014, Rivers regresó al Tonight Show como parte de un sketch en el que numerosas celebridades pagaron al nuevo anfitrión, Jimmy Fallon, después de haber perdido la apuesta de que nunca se convertiría en el anfitrión del programa. Rivers apareció para un segmento de entrevistas de larga duración el 27 de marzo de 2014.
El programa del 26 de julio de 1984, con el anfitrión invitado Joan Rivers, fue la primera transmisión en estéreo MTS en la historia de la televisión de los Estados Unidos, aunque no fue la primera transmisión televisiva con sonido estereofónico .Sólo la estación local de la NBC en la ciudad de Nueva York, WNBC , tenía capacidad de transmisión estéreo en ese momento.  La NBC transmitió The Tonight Show en estéreo de forma esporádica hasta 1984 y de forma regular a partir de 1985.  

## Apariciones consecuentes
Según el  activista escéptico James Randi Carson invitó a Uri Geller, quien reclamó poderes paranormales, a Tonight Show específicamente para refutar las afirmaciones de los artistas israelíes. Más tarde, Randi escribió "que Johnny había sido un mago", por lo que antes de la fecha de grabación, se le pidió a Randi que "ayudara a evitar cualquier engaño". Según el consejo de Randi, el programa preparó sus propios accesorios sin informar a Geller, y no permitió que Geller o su personal "estuvieran cerca de ellos". Cuando Geller se unió a Carson en el escenario, pareció sorprendido de que no iba a ser entrevistado, sino que se esperaba que mostrara sus habilidades usando los artículos provistos. Geller dijo: "Esto me asusta". y "estoy sorprendido porque antes de este programa llegó su productor y él me leyó al menos 40 preguntas que me iba a hacer". Geller no pudo mostrar ninguna habilidad paranormal, dijo "No me siento fuerte" y expresó su disgusto al sentir que "Carson" lo estaba presionando para que actuara.: 8:10 Según el artículo de Adam Higginbotham del 7 de noviembre de 2014 en el "New York Times":

El resultado fue una inmolación legendaria, en la que Geller ofreció excusas nerviosas a su anfitrión ya que sus habilidades le fallaron una y otra vez. "Me senté allí durante 22 minutos, humillado", me dijo Geller, cuando hablé con él en septiembre. "Regresé a mi hotel, devastado. Estaba a punto de empacar al día siguiente y volver a Tel Aviv. Pensé: eso es todo, estoy destruido".

Sin embargo, esta aparición en The Tonight Show , que Carson y Randi habían orquestado para desacreditar las habilidades de Geller, fracasó.  Según Higginbotham, 

Para asombro de Geller, fue inmediatamente reservado en  The Merv Griffin Show . Estaba en camino de convertirse en una superestrella paranormal. "Ese show de Johnny Carson hizo a Uri Geller", dijo Geller. Para un público entusiastamente confiado, su fracaso solo hizo que sus dones parecieran más reales: si estuviera realizando trucos de magia, seguramente funcionarán siempre.

## Los últimos shows de Carson
A medida que se acercaba su retiro, Carson intentó evitar el sentimentalismo, pero periódicamente mostraba videos de algunos de sus momentos favoritos y nuevamente invitaba a algunos de sus invitados favoritos.  Le dijo a su equipo: "Todo llega a su fin; nada dura para siempre. Treinta años es suficiente. Es hora de salir mientras todavía estás trabajando en la parte superior de tu juego, mientras sigues trabajando bien".
Carson presentó su penúltimo espectáculo, con los invitados Robin Williams y Bette Midler, el 21 de mayo de 1992.  El último de los monólogos de Carson fue entregado en este episodio y fue escrito por Jim Mulholland, Steven Kunes y Rift Fournier.  Una vez en marcha, la atmósfera era eléctrica y Carson fue recibido con una intensa ovación sostenida de dos minutos.  Williams estaba especialmente desinhibido con su marca de energía maníaca y su locura de monólogo.  Midler fue más emocional.
Cuando la conversación se centró en las canciones favoritas de Johnny, " I'll Be Seeing You " y " Here That That Rainy Day ", Midler mencionó que ella conocía un coro de este último.  Comenzó a cantar la canción y, después de la primera línea, Carson se unió y la convirtió en un dúo improvisado.  Midler terminó su aparición desde el centro del escenario, donde lentamente cantó el estándar de pop " One for My Baby (y One More for the Road)".
Carson se puso inesperadamente lloroso, y una toma de los dos fue capturada por un ángulo de cámara desde el conjunto que nunca se había transmitido.  La audiencia también comenzó a llorar y llamó a los tres artistas a pedir una segunda reverencia después de que se completó la grabación.  Este programa fue reconocido de inmediato como un clásico de la televisión que Midler consideraba uno de los momentos más emotivos de su vida y finalmente ganó un Emmy por su papel en él.
Carson no tuvo invitados en su último episodio de The Tonight Show el 22 de mayo de 1992, que en su lugar fue un espectáculo retrospectivo grabado ante una audiencia de familiares, amigos y equipo de estudio solo para invitados.  Más de cincuenta millones de personas se sintonizaron para este final, que terminó con Carson sentado en un taburete solo en el centro del escenario, similar al último show de Jack Paar .  Dijo estas palabras finales en conclusión: 

Y así se ha llegado a esto: yo, eh ... soy una de las personas más afortunadas en el mundo; Encontré algo que siempre quise hacer y he disfrutado cada minuto. Quiero agradecer a las personas que han compartido este escenario conmigo durante treinta años. Sr. Ed McMahon, Sr. Doc Severinsen, y ustedes mirando. Solo puedo decirles que ha sido un honor y un privilegio entrar a sus hogares todos estos años y entretenerlos. Y espero que cuando encuentre algo que quiero hacer y creo que quiera y regrese, sea tan amable de invitarme a su hogar como lo ha sido. Les deseo una muy buena y sincera noche.
Johnny Carson

Unas pocas semanas después de que se emitiera el último show, se anunció que NBC y Carson habían llegado a un acuerdo para desarrollar una nueva serie.  En última instancia, sin embargo, Carson optó por no volver a la televisión. Dio solo dos entrevistas importantes después de su retiro: una para el Washington Post en 1993, y la otra para la revista Esquire en 2002. Carson insinuó en su entrevista de 1993 que no creía que pudiera superar lo que ya había logrado.  Rara vez apareció en otro lugar después de retirarse, brindando solo una voz de invitado en un episodio de Los Simpson, que lo incluyó realizando hazañas de fuerza y también contó con Bette Midler, y un cameo el 13 de mayo de 1994, Late Show con David Letterman, donde entregó una lista de los 10 principales y se sentó en la silla de Dave por un minuto. 
En 2005, después de la muerte de Carson, se reveló que se había acostumbrado a enviar bromas a Letterman a través de una máquina de fax que Letterman incorporaría a veces en sus monólogos. El episodio del 31 de enero de 2005 de Late Show con David Letterman , que presentaba un homenaje a Carson, comenzó con un monólogo de Letterman compuesto completamente de chistes escritos por el mismo Carson después de su retiro.
En 2011, el último programa de Carson Tonight ocupó el puesto número 10 en el especial de TV Guide Network, los finales más inolvidables de la televisión.